# Puy-Saint-Eusèbe
Puy-Saint-Eusèbe é uma comuna francesa na região administrativa da Provença-Alpes-Costa Azul, no departamento de Altos-Alpes. Estende-se por uma área de 11,31 km². Em 2010 a comuna tinha 157 habitantes (densidade: 13,9 hab./km²).